# 徐未晚
徐未晚（1977年1月—），浙江衢州人。女，汉族。1999年7月参加工作，1997年10月加入中国共产党。上海师范大学古典文献专业毕业。中华人民共和国政治人物。

## 生平
徐氏曾在徐汇区文化馆工作。2000年10月，任共青团徐汇区委副书记。2003年10月，任共青团徐汇区委书记。2007年，任漕河泾街道办事处主任，后升任书记。2010年10月，任共青团上海市委副书记。2015年2月，任共青团上海市委员会书记。2017年5月，任上海市旅游局局长。2018年11月，任上海市档案局局长、上海市档案馆馆长。